# VIVOplay
VIVOplay fue un canal de televisión en línea y proveedor de televisión por internet venezolano con sede en la ciudad de Caracas, en Venezuela.

## Programación
Desde 2015 parte de su programación incorpora producciones originales y partir del primer día de septiembre del año 2020, la plataforma incorporó nuevos canales de contenido variado, por ejemplo, Telemundo Internacional, Warner Channel, Antena 3, TV Venezuela, entre otros.

## Señales
VIVOplay ofrecía dos señales diferentes por región y por costos diferentes, las cuales son:
- Señal Venezuela: Esta transmite para Venezuela toda la programación ofrecida por el servicio, desde los canales de noticias hasta los de entretenimiento.

- Señal Panregional: Esta transmite para Latinoamérica y el Caribe solo la programación de los canales de noticias.

## Disponibilidad
VIVOplay estuvo disponible para reproductores multimedia como Roku, Amazon Fire TV, Chromecast, Apple TV y Android TV tanto en televisores como en reproductores externos como el Xiaomi Mi Box S y la NVIDIA Shield TV, entre otros; dispositivos móviles con sistema operativo Android, Windows Phone e iOS (incluido iPad OS); y navegadores web como Google Chrome, Mozilla Firefox, Internet Explorer, Microsoft Edge, Safari y Opera.
El 8 de junio de 2021, VIVOplay se alió con Setplex para aprovechar las capacidades listas para usar de la plataforma OTT de Setplex con los canales del proveedor de servicios de Internet (ISP) de VIVOplay en la región de América Latina. Setplex y VIVOplay lanzaron sus ofertas de servicios combinados en Bolivia, Ecuador y Perú, seguidos de Argentina, Chile, Colombia y Uruguay. A fines de 2021, 40 canales quedaron disponibles para los suscriptores de VIVOplay en el clúster andino.
En 2021, la plataforma dejó de emitir la señal original de VIVOplay de forma gratuita para Venezuela.[cita requerida] Mientras tanto, su señal en vivo estuvo disponible en Vix para Latinoamérica hasta el año 2025.[cita requerida]